# Kollbach (Gangkofen)
Kollbach ist ein Ortsteil des Marktes Gangkofen im niederbayerischen Landkreis Rottal-Inn. Das Pfarrdorf bildete bis 1972 eine selbstständige Gemeinde.

## Lage
Kollbach liegt an der Kollbach im Isar-Inn-Hügelland etwa 10 Kilometer nördlich von Gangkofen.

## Geschichte
Die einwandernden Stämme fanden um ca. 500 n. Chr. hier in der Gegend fruchtbaren Boden und nahmen ihn unter den Pflug. Die ersten urkundlichen Erwähnungen von Kollbach gehen auf die Jahre 818–838 zurück. Den Namen des Ortes finden wir in folgenden Schreibweisen: Chalpacha, Kalapah bis Cholinpah. Die katholische Pfarrei Kollbach wird erstmals urkundlich um 864 unter Bischof Embricho, auch Ambricho von Regensburg erwähnt. Das heißt, sie zählt zu den Urpfarreien und ist somit eine der ältesten Pfarreien des Landkreises. Zur Pfarrei Kollbach gehören die Filialkirchen Wimmersdorf, Niedertrennbach, Marastorf, Wiesen und Geigenkofen. Interessanterweise soll nach alten Überlieferungen anfangs Geigenkofen Seelsorgemittelpunkt gewesen sein. Kollbach wurde es später auf Grund eines hier befindlichen klösterlichen Besitzes, der von einem Pater verwaltet wurde. Noch zu Beginn des 16. Jahrhunderts befand sich im Ort ein Edelmannssitz, zu dem auch die Taverne, ein Hof und die Schmiede gehörten. 1648 hausten die Schweden das dritte Mal sengend und plündernd in der Gegend. Ihnen folgten Hunger und Pest, die die Region fast zum Aussterben brachten. Die katholische Pfarrkirche St. Emmeram in Kollbach ist eine Pseudobasilika. Sie wurde 1732/34 errichtet und 1856 umgebaut. Sie weist seither einen neoromanischen Stil auf. 1856 hat man die Kirche auch um zwei Seitenschiffe erweitert und 1871 wurde die Turmspitze vom vorherigen Zwiebelturm zum bis heute bestehenden 8-eckigen Pyramidenturm umgebaut. Das Gotteshaus birgt zwei Altäre der Spätgotik, der eine mit der Darstellung der hl. Sippe (aus der Friedhofskapelle), der andere mit Christus Salvator und den zwölf Aposteln (aus der Filialkirche in Wiesen). Beide Altäre sind bedeutende stilistisch interessante Arbeiten.
Die Bildung der Landgemeinde Kollbach erfolgte 1818 mit dem bayerischen Gemeindeedikt. Am 1. Januar 1972 wurde die bis dahin selbständige Gemeinde nach Gangkofen eingegliedert.